# Administració del Patrimoni de la Seu Apostòlica
L'Administració del patrimoni de la Seu Apostòlica (APSA) (llatí: Administratio Patrimonii Sedis Apostolicae) és l'organisme de la Santa Seu a càrrec de la gestió del seu patrimoni econòmic.